# Harpalus amputatus
Harpalus amputatus är en skalbaggsart som beskrevs av Thomas Say. Harpalus amputatus ingår i släktet Harpalus och familjen jordlöpare. Inga underarter finns listade i Catalogue of Life.

## Bildgalleri

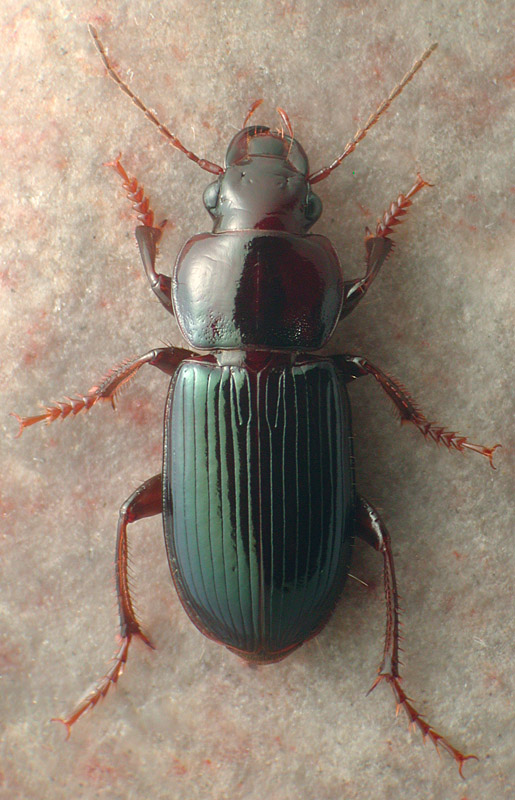